# عسكر في المعسكر (فلم)
عسكر في المعسكر فيلم مصري من إنتاج عام 2003.

## قصة الفيلم
يكتشف خضر أنه هدف للأخذ بالثأر من عائلة زميله في الأمن المركزي متولي، باعتبار أن والده الهارب من الثأر قد جاء به من الصعيد، يهرب خضر من زميله الذي لا يجيد قتل نملة، لكن عم متولي يدفعه إلى الانتقام، مما يدفع بالأب حسنين أن يزوج ابنه من حبيبته سعدية، ويأخذ خضر إجازة من الوحدة للزواج والهروب ويتدبر مكانًا يعيش فيه آمنًا، بعيدا عن بندقية زميله المتربص له. يتجه خضر وزوجته إلى منزل خاله حسن الذي لم يره منذ عشرين عاما، ويعمل مغنيا. تقوم الراقصة عشيقة الخال بطرده. وإغواء سعدية للعمل كراقصة. عند المواجهة الأخيرة بين خضر ومتولي يكتشف هذا الأخير مطامع عمه في السيطرة على ميراثه، فيتراجع ويتم القبض على العم الذي أطلق النار، ويستكمل العروسان فرحتهما بعد أن عانيا من عدم التواصل العاطفي.

## بطولة
- محمد هنيدى : العسكري خضر
- لقاء الخميسي : سعدية زوجة خضر
- ماجد الكدواني : متولي زميل خضر في الأمن المركزي
- حسن حسني : حسنين والد خضر
- صلاح عبد الله : حسن إسماعيل أو حسن كولونيا خال خضر
- علاء مرسي : سائق التاكسي
- سليمان عيد : جابر
- محمد شرف : البرنس
- حنان الطويل : كوريا
- نهير أمين : والدة متولي
- محمود عبد الغفار : الشاويش فرحات
- فايق عزب : سالم
- هانم محمد

## روابط خارجية
- مقالات تستعمل روابط فنية بلا صلة مع ويكي بيانات